# Poscolonialismo

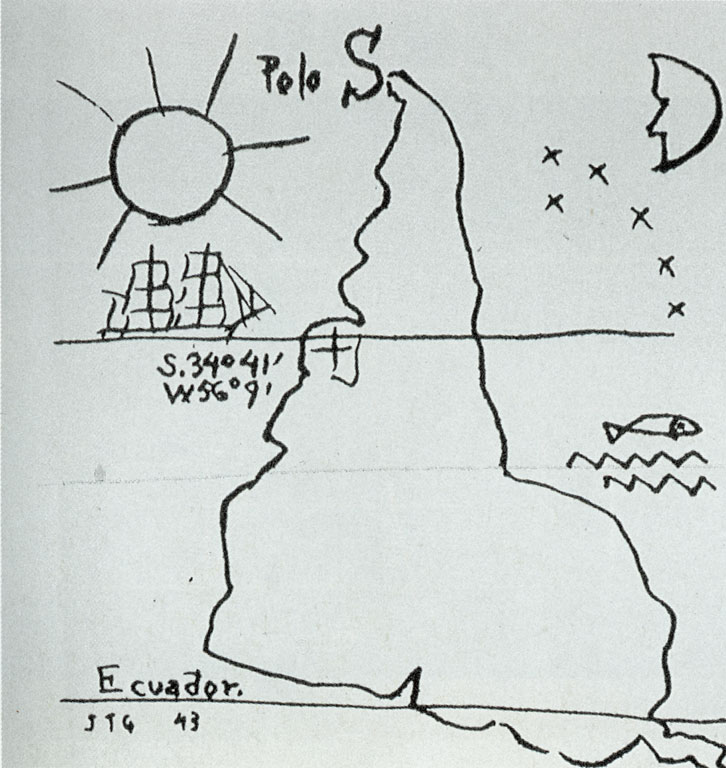
América invertida, (Joaquín Torres García, 1943).

El poscolonialismo, o estudios poscoloniales, es una disciplina académica que se encarga de cuestionar los modelos de pensamiento predominantes y hegemónicos definidos por la racionalidad moderna eurocéntrica, que se han ido desarrollando basándose en las diversas colonizaciones occidentales a lo largo de la historia. Estas colonizaciones constituyen tanto la protagonizada por parte de la Corona de Castilla y el Reino de Portugal en las civilizaciones residentes en el entonces llamado «Nuevo Mundo» a partir de finales del siglo XV, la colonización francesa y británica del continente africano, así como las sucesivas expansiones en Asia y Oriente Medio. Se produce con estos estudios una revisión crítica del legado cultural de estas colonizaciones mediante múltiples perspectivas y enfoques, donde no cabe tan solo una teoría. Dichos enfoques comenzaron su desarrollo a lo largo de la década de 1980, ubicando como germen la publicación de Orientalismo de Edward W. Said en el año 1978. Tendrán especial relación con los Estudios Culturales surgidos posteriormente a la Segunda Guerra Mundial y con los Estudios Subalternos propios de la India expandidos por América Latina. Las teorías poscoloniales tratarán temas como la formulación de una identidad nacional al despertar del yugo colonial, la deconstrucción de la perspectiva cultural eurocéntrica o la revisión epistemológica del discurso asentado por parte de las narrativas occidentales, afirmando que la narrativa difundida por las ideas fundamentales sobre las que se apoya la modernidad está influida por las acciones y perspectivas que surgieron durante la época colonial.

## Caracterización
Desde el punto de vista de su recepción académica, el término poscolonialismo fue utilizado de tres formas diferentes, aunque estrechamente relacionadas, durante las últimas dos décadas del siglo XX. En su acepción temporal, aparece como un período histórico iniciado en 1947 con la descolonización de África y Asia, una vez finalizada la Segunda Guerra Mundial, cuando se quebrantaron los fundamentos geopolíticos del orden colonialista establecidos por Europa desde el siglo XVI. Los procesos emancipatorios en Asia y en África, la aparición de los nacionalismos del “Tercer Mundo" y su inscripción ambigua en las zonas de influencia definidas por la Guerra Fría. En su acepción discursiva, el poscolonialismo hace referencia a las literaturas producidas en los territorios ocupados durante la etapa colonialista.

## Teoría postcolonial
Teoría postcolonial: No es tanto la condición histórica el eje axial de la cuestión que genera el cambio epistemo/hermenéutico en la comprensión del término, sino la transformación fundamental del espacio intelectual que esta sugiere. En palabras de Ella Shohat la teoría postcolonial ha generado un espacio de resistencia y fuerza para la erucidicón crítica, mientras que lo que conocemos como discursos postcoloniales apoyan prácticas oposicionales en países con una pesada herencia postcolonial.[1]
The term "post-colonial" would be more precise, therefore, if articulated as "post-First/Third Worlds theory', or "post-anticolonialcritique", asamovement beyond a re la tively binaristic, fixed and stable mapping of power relations between "colonizerlcolonized" and "centerlperiphery"
Nacimiento y estructuración de la teoría postcolonial:
Con la llegada del final de la Edad Europea (1942-1945), se estimula la crítica personal, identitaria e idiosincrásica. Citando a  Cornel West: : r J este monumental descentramiento de Europa produjo reflexiones intelectuales ejemplares, tales como la desmitificación de la hegemonÍa cultural europea, la destrucción de las tradiciones metafísicas occidentales y la deconstrucción de los sIstemas filosóficos del Atlántico Norte (1989: 235) 2 El surgimiento de Estados Unidos como poder económico y militar que ofrecía las directivas en lo politico y en la producción cultural 3 Lo que West llama" 'el primer paso de descolonización del Tercer Mundo' promulgado por la independencia política en Asia y en A frica" (1989: 236)
[1] MIGNOLO.D.W. (1995): La razón postcolonial: Herencias coloniales y teorías postcoloniales. Pp. 265-269

## Teóricos notables

### Frantz Fanon
En Los condenados de la tierra (1961), el psiquiatra y filósofo Frantz Fanon analizó y describió médicamente la naturaleza del colonialismo como esencialmente destructiva. Sus efectos sociales —la imposición de una identidad colonial subyugante— son perjudiciales para la salud mental de los nativos que fueron sometidos a las colonias. Fanon escribió que la esencia ideológica del colonialismo es la negación sistemática de "todos los atributos de la humanidad" del pueblo colonizado. Tal deshumanización se logra con la violencia física y mental, mediante la cual el colono quiere inculcar una mentalidad servil a los nativos. Para Fanon, los nativos deben resistir violentamente el sometimiento colonial. Por lo tanto, Fanon describe la resistencia violenta al colonialismo como una práctica mental catártica, que purga el servilismo colonial de la psique nativa, y restaura el respeto por sí mismo al subyugado. Así apoyé el Front de Libération Nationale (FLN) en la guerra de Argelia (1954-62) por la independencia de Francia.
Como praxis poscolonial, los análisis de Fanon sobre la salud mental del colonialismo y el imperialismo y las teorías económicas de apoyo derivaron en parte del ensayo El imperialismo, fase superior del capitalismo (1916), donde Vladimir Lenin describió el imperialismo colonial como una forma degenerada del capitalismo. que requiere un mayor grado de explotación humana para garantizar un beneficio constante para la inversión.

### Aníbal Quijano
Aníbal Quijano es un sociólogo peruano reconocido por su destacada contribución a la teoría poscolonial, influenciada fuertemente por el pensamiento marxista. Su enfoque se centra en comprender las dinámicas de poder, la modernidad y la colinealidad en América Latina, utilizando los valores socialistas del estructuralismo como base teórica.
En su obra destaca el concepto central de "colonialidad del poder", argumentando que la independización de los países latinoamericanos es una nueva forma de dominación social dentro del capitalismo global. Este concepto se relaciona con la equiparación de la raza al término naturaleza en la sociedad occidental, lo que lleva a la explotación de diferentes grupos sociales, evidenciado en la inferioridad de género en Europa y la jerarquía racial en América.
Explora tres ejes fundamentales: la definición de raza, la explotación del trabajo y la estructura de producción, todos vinculados al impacto del mercantilismo en la inferioridad racial. Tras estos pilares fundamentales, Quijano explora la transición de la eurocentricidad a la revolución industrial burguesa como una nueva fase histórica que no solo cambia el horizonte histórico, sino también la forma de vida de la humanidad.
Sus principales aportaciones son la definición de términos cruciales como "Clasificación social" relacionada con la jerarquía racial y étnica, "Colonialidad del saber" que destaca la influencia eurocéntrica en las epistemologías y modos de conocimiento latinoamericanos, y "Modernidad y colonialidad" que explora la conexión entre la modernidad occidental y la colonialidad en las sociedades latinoamericanas.
Tras estas desesperanzadoras perspectivas, Quijano aboga por la "Descolonialidad", definiéndolo como un proceso optimista de oposición y transformación que busca superar las estructuras coloniales, reformulando las formas de conocimiento e identidad para trascender un pasado opresor.
Partiendo de la propuesta de Raúl Prebisch sobre el capitalismo con un sistema diferenciado entre "periferia" y "centro", lo reelabora bajo la teoría bajo preceptos marxistas y socialistas. Desafía la noción eurocéntrica de relaciones de poder como ahistóricas, proponiendo una visión crítica que desmonta los mitos históricos y metafísicos asociados con las acciones humanas. Su objetivo es contribuir a la transformación de las estructuras coloniales en América Latina, promoviendo una perspectiva decolonial y redefiniendo las bases de conocimiento e identidad en la región.

### Albert Memmi
Albert Memmi fue un autor y teórico de origen franco-tunecino. En Retrato del colonizado, precedido por el retrato del colonizador (1957), Memmi escribe los efectos psicológicos de colonialismo sobre el colonizado y el colonizador. El argumento es en la tradición intelectual de post-Saussurian estructuralismo de sentido, reclamando que el sentido de “colonizado” y respectivamente “colonizador” depende en la relación a su opuesto. Memmi argumenta que las características adscrita al colonizado por el colonizador son contradictorios; y en ocasiones inusuales cuando características positivas son adscrita (el ejemplo de Memmi es la hospitalidad árabe), estas son explicadas como derivadas de otra características negativas, como la estupidez. En esta obra, Memmi adopta un lenguaje y método semejante de psicoanalista Jacques Lacan en su seminario VII.

### Edward Said
Para describir la "relación social binaria" de nosotros-ellos con la que Europa occidental intelectualmente dividió el mundo —en el "Occidente" y el "Oriente"—, el crítico cultural Edward Said desarrolló las denotaciones y connotaciones del término orientalismo (un término de la historia del arte para las representaciones y el estudio del Oriente). Este es el concepto de que las representaciones culturales generadas con la relación binaria de nosotros-ellos son construcciones sociales, que son mutuamente constitutivas y no pueden existir independientemente una de la otra, porque cada una existe a causa de y para la otra.
Notablemente, "Occidente" creó el concepto cultural de "Oriente", que según Said impidió que los pueblos de Medio Oriente, del subcontinente indio y de Asia, pudieran expresarse y representarse como pueblos discretos y culturas. El orientalismo de esta manera fundió y redujo el mundo no occidental en una entidad cultural homogénea conocida como "el Este". Por lo tanto, al servicio del imperialismo colonial, el paradigma orientalista de nosotros-ellos permitió a los eruditos europeos representar al mundo oriental como inferior y retrógrado, irracional y salvaje, en oposición a una Europa occidental que era superior y progresista, racional y civil, lo opuesto al Otro Oriental. La tesis de Said en Orientalismo (1978), representa el orientalismo como un estilo de pensamiento "basado en la antinomia de Oriente y Occidente en sus visiones del mundo, y también como una 'institución corporativa' para tratar con Oriente".

### Gayatri Spivak
Al establecer la definición postcolonial del término subalterno, la filósofa y teórica Gayatri Chakravorty Spivak advirtió contra la asignación de una connotación demasiado amplia.
Spivak introdujo además los términos esencialismo y esencialismo estratégico para describir las funciones sociales del postcolonialismo. El término esencialismo denota los peligros inherentes a revivir las voces subalternas de manera que sobre-simplifiquen la identidad cultural de grupos sociales heterogéneos y, por lo tanto, creen representaciones estereotipadas de las identidades de las personas que componen un determinado grupo social. El término esencialismo estratégico denota una identidad subalterna temporal y esencial utilizada en la praxis del discurso entre los pueblos. Ocasionalmente el esencialismo puede ser aplicado —por las propias personas descritas— para facilitar que su comunicación subalterna sea escuchada y comprendida. Un esencialismo estratégico es captado y aceptado más fácilmente por la mayoría popular, en el curso del discurso intergrupal. La distinción importante, entre los términos, es que el esencialismo estratégico no ignora la diversidad de identidades (culturales y étnicas) en un grupo social, sino que, en su función práctica, el esencialismo estratégico minimiza temporalmente la diversidad intergrupal para respaldar de manera pragmática la identidad de grupo.

### Homi K. Bhabha
Este autor propone un revisionismo del discurso colonial adaptado a posmodernidad. Su obra culmen Location of Culture (1994), en donde ya desde el principio nos afirma que debemos desligarnos de la clasificación tradicional de los estilos europeos para un correcto acercamiento a diferentes “espacios entremedios” desarrolló varios términos que determinaron el desarrollo del discurso poscolonial. En este libro, Bhabha reflexiona sobre el cambio de papeles, o al menos la intención del mismo, entre el colonizado y el colonizador, produciéndose un proceso de identificación en un “espacio intermedio”, surgiendo así sus centrales términos que lo caracterizan estereotipo, mímesis e hibridez: 
- Estereotipo: forma de conocimiento e identificación que vacila entre lo que siempre está en su lugar, ya conocido, y algo que debe ser repetido ansiosamente” (pág. 91). Con esta definición pretende afirmar que hay una serie de estereotipos en el discurso tradicional con base racial en la que los dominadores justificarían sus actos, comparándolo, así como el fetichismo, es decir, la normalización de perturbaciones y otredad, dando así un acceso a la identidad, dando lugar a una escisión y al reconocimiento de la realidad del “Otro”

- Mimetismo: “es casi lo mismo, pero no exactamente” (pág. 112). Su intención es normalizar al sujeto colonial, a pesar de que siempre de temor debido al desconocimiento de este por parte de los nativos. A ello se refiere con “metonimia de la presencia”, que tiene una contra reacción al “retorno de lo reprimido”, otra de las muchas foras de marcar una diferenciación. Este término dará paso a la Hibridez¸ la cual impide un discurso separatorio creando ambivalencia, siendo el sujeto colonial dominado y sometido, pero con cierta autoridad a través del discurso progresista.

Entre ellos se encuentra el término de “ambivalencia cultural”, término que influirá en estudios posteriores, cuya definición se basa en la subjetividad histórica.
En otro de sus es ritos, “Narrando la nación”, este introduce esa ambivalencia anteriormente definida para explicar los problemas de definición del término “nación” a modo de aparato de poder simbólico. En un principio era solo identidad histórica, pero a partir del tiempo se ha convertido en una identificación cultural, siendo un término como no ambivalente puesto que lucha por sí mismo, pero también por la integración de la heterogeneidad de su población.
En resumen, para Bhabha la subjetividad de la historia reside en el discurso emitido respecto al objeto, el sujeto que lo recita y el lenguaje que utiliza, factor esencial en la transmisión del mensaje. Defiende de esta manera el no establecimiento de categorías estancas con respecto a las naciones por parte de anteriores historiadore, es decir, como algo que está en continuo cambio.

### José Rabasa
El término «poscolonialismo» generó un gran debate durante aproximadamente 25 años en Latinoamérica. El desfase histórico en el que se encuentra inmerso hizo que la gran crítica latinoamericana se preguntara por la aplicabilidad de este término, dado que en materia de investigación, el objeto de estudio y la realidad del fenómeno, estaban más arraigados a culturas asiáticas, oceánicas y africanas, que poco o nada conectaban con la realidad de Latinoamérica. 
Para lograr resignificar el Poscolonialismo entendido en primera instancia como momento histórico (SXIX-SXX), se debe primero establecer la diferencia entre sus implicaciones en la construcción histórica y las articulaciones descolonizadas de la crítica poscolonial. 
En el caso de América Latina, las elites organizadas post-independencia constituyeron ciertos colonialismos internos, sometiendo y marginando a comunidades negras e indígenas. Entonces hablar de Poscolonialismo sugiere acercarse a los fantasmas de los pasados coloniales y entenderlo como un dualismo teórico en el que críticos asiáticos, africanos y oceánicos también aprendan algo sobre lo que en Latinoamérica implicaron las prácticas de resistencia y los debates sobre imperialismo.

### Ngũgĩ wa Thiong'o
El escritor y teórico keniano desarrolla una reflexión sobre las secuelas coloniales de África y la necesidad de transformar las estructuras lingüísticas de la docencia tras el colonialismo, así como las estructuras culturales y políticas, logrando así por fin una independencia africana. Sus bases de pensamiento son la descolonización del lenguaje (el uso de lenguas coloniales perpetúa la dominación colonial, optando por escribir sus escritos en su lengua materna gikuyu ofreciendo una resistencia al impositivo inglés y recuperando la identidad africana); establece una crítica a la literatura colonial que, bajo su punto de vista, surge bajo la influencia del colonialismo, proponiendo una revisión de las narrativas literarias desde perspectivas africanas, evitando así la visión eurocentrista; aboga por una conciencia histórica y cultural, destacando esta parte como la base de la liberación africana, insistiendo en el aprendizaje, entendimiento e interiorización de la cultura africana. No obstante, para ello ofrece unas herramientas para lograr su objetivo, como el teatro, siendo esta un útil para la resistencia y concienciación política, ejemplificándola con su obra Yo Acuso. Con ello expresa su compromiso con el nacionalismo africano enraizado en la diversidad étnica y cultural de su tierra natal bajo preceptos de consciencia de clase (en el cual integra las luchas de clase tanto cultural como socioeconómicamente fundamentadas en la explotación económica) y la educación descolonizada. Este es el punto más importante de su teoría, en el cual argumenta como la educación con un pensamiento eurocentrista perpetúa la adscripción cultural, defendiendo un enfoque educativo respetuoso hacia la realidad africana), estando esta tesis recogida en su libro Descolonizar la mente de 1986.  

### Mary Louise Pratt
Esta autora desarrolla una visión postcolonial en contraposición con la de Edward Said, proponiendo una teorización completamente distinta a la «anticonquista». En vez de seguir la línea de Said y hacer referencia a los nativos como víctimas de la colonización o cómo objetos de resistencia a esta, Pratt aborda el tema desde el análisis de la literatura europea en la cual un hombre europeo relata sus viajes, sus aventuras y su lucha por conseguir sobrevivir en las tierras del “No europeo”. La literatura de anticonquista, característica de los autores en la línea de Said, pretende representar al narrador como agente o responsable, directo o indirecto, de la colonización. La visión de Pratt, en cambio, tiene como objetivo estudiar la manera en la que estas narraciones e historias de aventuras, acogidas por el público como una forma de entretenimiento, legitiman el colonialismo y el acto de colonización como algo natural. La obra más influyente de la autora es Ojos imperiales: literatura de viajes y transculturación, en la cual reúne una muy diversa serie de relatos que permiten conocer la historia a través de miradas colonizadoras.

### Titsi Dangarembga
La autora zimbabwesa escribió una de las obras más importantes para la literatura feminista postcolonial, Nervous Conditions. La teoría del feminismo postcolonial surge como denuncia y respuesta al feminismo que existía en la época, el cual parecía centrarse exclusivamente en las experiencias de mujeres de cultura occidental. Este feminismo postcolonial tiene como objetivo mostrar la manera en la que el racismo y las consecuencias económicas, políticas y culturales perdurables del colonialismo influyeron en las mujeres no blancas y no occidentales del panorama postcolonial.En contraste con las obras de feministas occidentales tradicionales, la obra de Dangarembga se adentra en el estudio de lo que conlleva convertirse en una mujer, tanto dentro de la concepción general como dentro del contexto violento del postcolonialismo.Entre los contenidos que la autora aborda en esta novela encontramos temas de género, colonialismo y emancipación de mujeres. A la vez que estudia el impacto de estas cuestiones en los personales de la novela, incita también al lector a ser consciente de la contienda constante de las mujeres postcoloniales.Dangarembga consigue crear en el lector una conciencia feminista mediante la propia autoconsciencia del narrador, que va en aumento a lo largo de la novela. También entrena la capacidad para reconocer el sexismo y la hipocresía.

## Textos básicos
- Ashcroft, Bill; Grifﬁths, Gareth; y Tifﬁn, Helen. The Empires Writes Back. Nueva York: Routledge, 1989
- Bayart, Jean-François. Les études postcoloniales. Un carnaval académique. París: Éditios Karthala, 2010
- Bhabha, H.K. The Location of Culture. Londres: Routledge. 2017
- Césaire, A. Discurso sobre el colonialismo. Madrid: AKAL. 2006
- Fanon, F. Los condenados de la tierra. México: Fondo de Cultura Económica. 1962
- Fanon, F. Piel negra, máscaras blancas. Madrid: AKAL 2007
- Guha, R.: Spivak, G. (eds.). Selected Subaltern Studies. Nueva York / Oxford: Oxford University Press. 1988
- Mignolo, W. The Darker Side of the Renaissance. Ann Arbour: Michigan University Press. 1994
- Mignolo, W. Historias locales / Diseños globales. Colonialidad, conocimientos subalternos y pensamiento fronterizo. Madrid: AKAL. 2003
- Mignolo, W. La idea de América Latina. La herida decolonial y la opción decolonial. Barcelona: Gedisa. 2007
- Said, E. Orientalismo. Nueva York: Pantheon Books. 1978
- Said. E. Culture and Imperialism. Londres: Vintage. 1993
- Spivak, G. The Post-Colonial Critic. Interviews, Strategies, Dialogues. Londres: Routledge. 1990
- Spivak, G. Outside in the Teaching Machine. Nueva York: Routledge. 1993
- Spivak, G. A Critique of Postcolonial Reason. Towards a History of the Vanishing Present. Cambridge: Harvard University Press. 1999